# بلموپان
بِلموپان (به اسپانیایی: Belmopan) یک پایتخت و شهر در بلیز است که در ناحیه کایو واقع شده‌است.

## خصوصیات
بِلموپان ۳۲٫۷۸ کیلومتر مربع مساحت و ۱۶٬۴۵۱ نفر جمعیت دارد و ۷۶ متر بالاتر از سطح دریا واقع شده‌است.